# Anders Pedersen
Pour les articles homonymes, voir Pedersen.
Anders Pedersen, né le 4 mai 1992, est un marin norvégien qui participe notamment à l'épreuve de voile des Jeux olympiques de 2016. Il se classe 17e dans la discipline du Finn.